# 미래 철학의 근본 원리
미래 철학의 근본 원리(Grundsätze der Philosophie der Zukunft)는 루트비히 포이어바흐가 1843년 출판한 책이다.  프로이센 정부의 엄격한 검열을 피하기 위하여 스위스에서 가철본(假綴本)으로 출판되었다. 이 저서는 헤겔 철학의 비판에서 기독교의 본질로 진전해 간 포이어바흐의 사상을 총결산한 책이라 할 수 있다. 《기독교의 본질》에서 종교에 의한 인간의 자기소외를 폭로한 포이어바흐는, 적극적인 주장으로 현실적 인간학을 역설하였으나 거기에는 아직도 구체적인 내용이 전개되어 있지 않았다. 여기에 이르러 그 과제가 보다 명백하게 다듬어져 있다. 즉 현실적 인간의 본질은 고립적으로 존재하는 개인 안에 있는 것이 아니라 공동체 속에서 인간과 인간과의 통일 속에 있다고 하였다. 이리하여 포이어바흐는 직관·감각 및 사랑을 인간학의 기초에 두고, 거기에 인간의 공동체적 본성(類的本質)을 도입함으로써 현실적 인간학을 완성하였던 것이다. 그것과 함께 잊어서는 안될 것은 이 저서가 가진 헤겔 관념론의 비판이라는 측면이다. 포이어바흐는 이 저서의 여러 곳에서 헤겔의 사변철학(思辨哲學)이 본질적으로는 신학(그리스도교)의 모습을 탈바꿈한 것에 불과하다고 비판하였다.

## 같이 보기
- 루트비히 포이어바흐